# Terier brazylijski

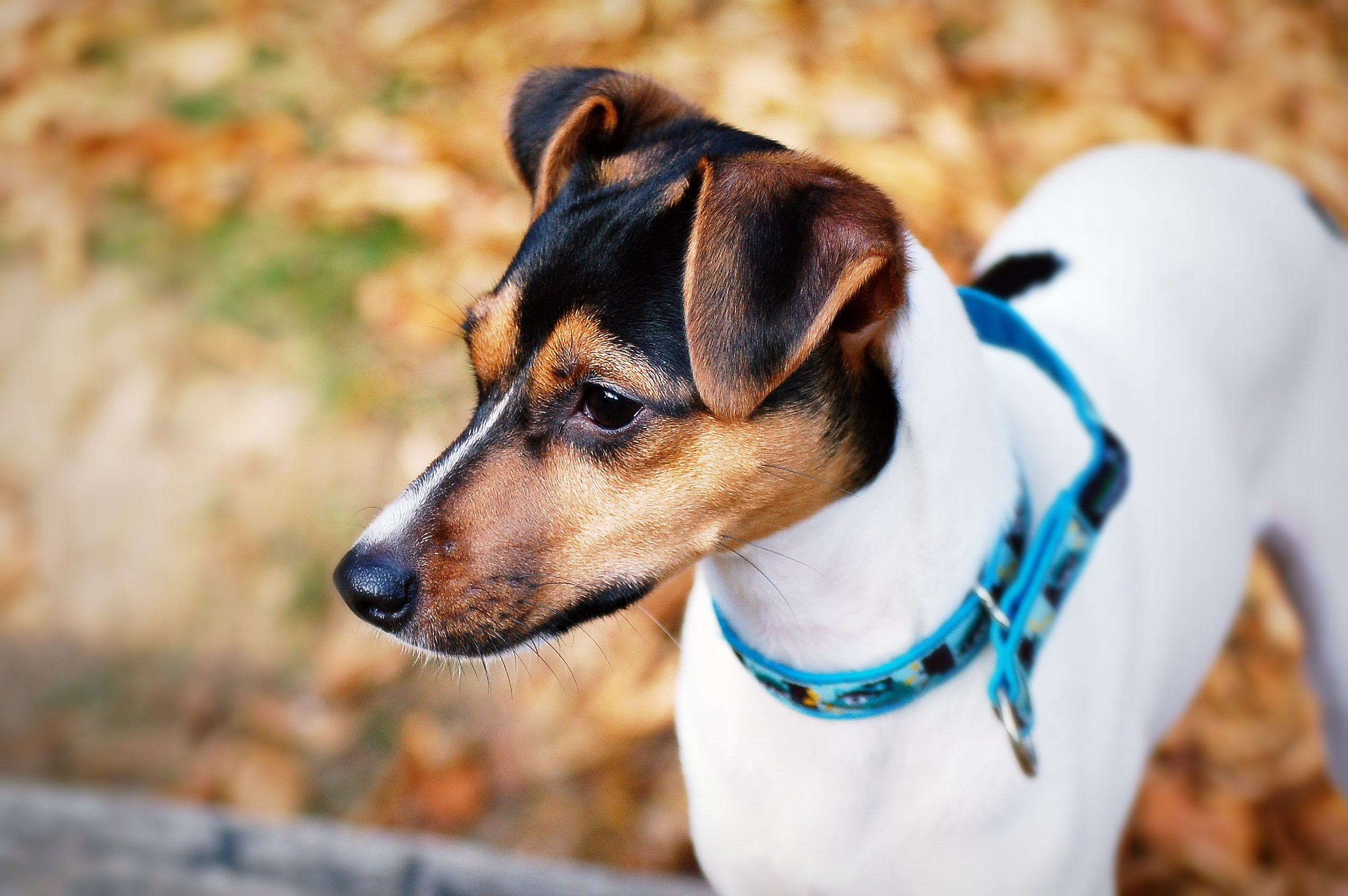
Głowa teriera brazylijskiego

Terier brazylijski – jedna z ras psów, należąca do grupy terierów, zaklasyfikowana do sekcji terierów dużych i średnich. Nie podlega próbom pracy.

## Rys historyczny
Jest to dość młoda rasa, ustabilizowana około stu lat temu. Prawdopodobnie wywodzi się z krzyżówek foksteriera z innymi, małymi terierami.

## Wygląd

### Budowa
Terier brazylijski jest psem średniej wielkość, smukłym i proporcjonalny. Mimo iż jest psem zwartym nie może sprawiać wrażenia ciężkiego. Ciało powinno zamykać się w kwadracie. Krzywizny obrysu powinny być łagodne w odróżnieniu od kanciastych foksteriera.

### Szata i umaszczenie
Gładka, ale nie miękka. Dominuje kolor biały z czarnymi, brązowymi albo niebieskimi znaczeniami. Występować muszą następujące typowe i charakterystyczne znaczenia: brązowe znaczenia powyżej oczu, po obu stronach pyska, wewnątrz i na końcach uszu. Brązowe znaczenia mogą rozszerzać się na inne części ciała graniczące z wymaganymi znaczeniami.  Głowa musi zawsze mieć czarne, brązowe albo niebieskie znaczenia w okolicy czoła i uszu. 

## Wady
Najczęstsze: stojące uszy, błędy w charakterystycznych znaczeniach, długi lub niewłaściwy włos, błędy w budowie. 

Dyskwalifikujące: agresja lub zbytnia nieśmiałość, inny niż delikatnie opadający zad, przodozgryz, tyłozgryz lub zgryz cęgowy, brak harmonii lub nietypowa budowa.

## Zachowanie i charakter
Porywczy, raźny, aktywny, czujny i ostry. Przyjacielski i łagodny w stosunku do przyjaciół. Posiada silny instynkt myśliwski, toteż nie powinien być zostawiany sam na sam z gryzoniami i innymi małymi zwierzętami.

## Użytkowość
Są psami myśliwskimi pracującymi w grupach, ich zadaniem jest osaczenie zwierzyny. Oprócz tego wykorzystuje się je do łapania szkodników.